# Michael V. Hayden

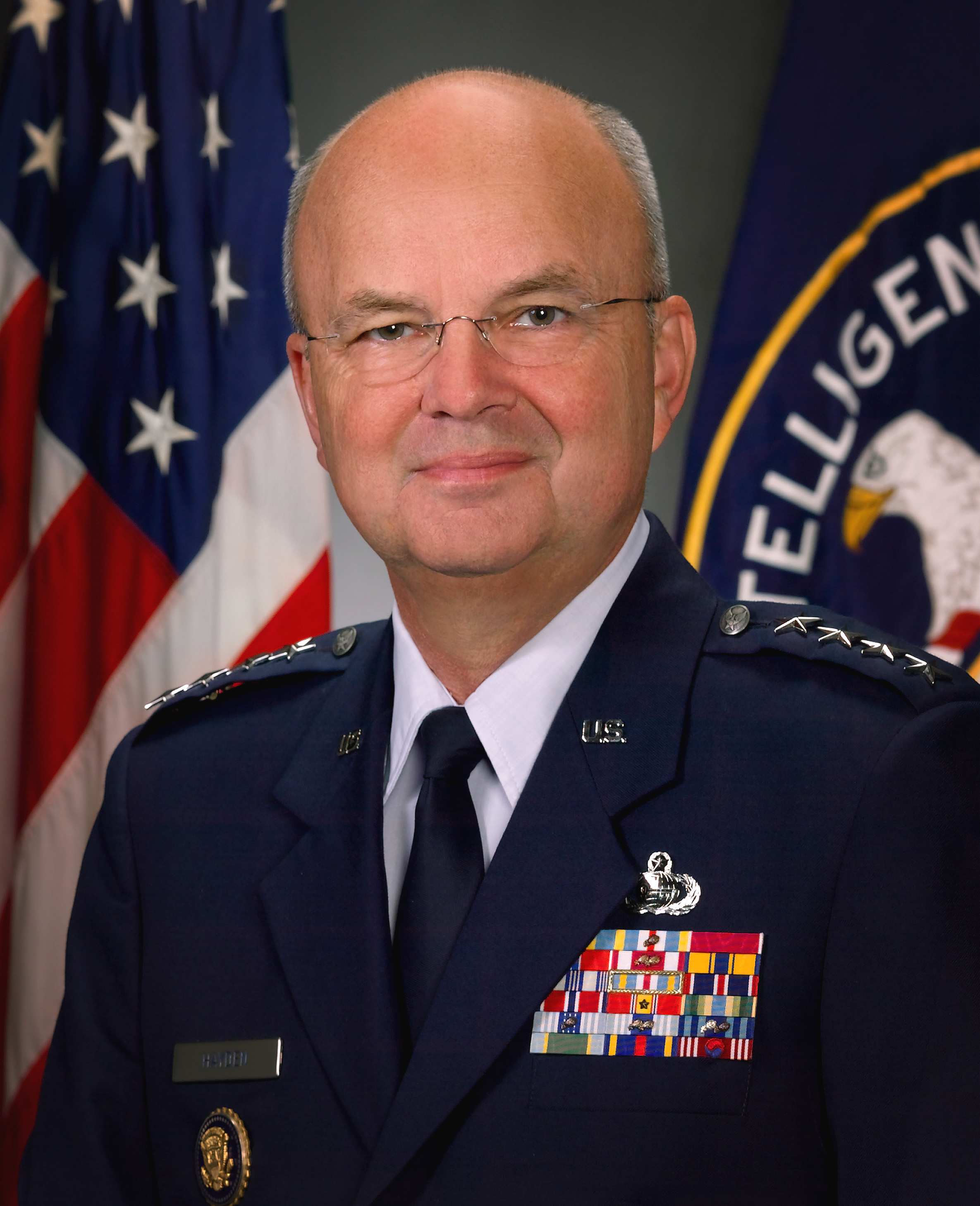
Michael V. Hayden (2006)

Michael Vincent Hayden (* 17. März 1945 in Pittsburgh, Pennsylvania) ist ein ehemaliger General der US Air Force und ehemaliger Direktor der NSA (März 1999 bis April 2005) und der CIA (30. Mai 2006 bis zum 12. Februar 2009). Bis zu seiner militärischen Pensionierung 2008 war er der erste CIA-Direktor seit 1981, der noch aktiver Soldat war.

## Militärische Laufbahn
Hayden, Sohn eines Schweißers, studierte zunächst Geschichte an der Duquesne University. 1967 erhielt er einen Bachelor-Abschluss sowie das Offizierspatent und damit seine Ernennung zum Second Lieutenant; den Master in moderner amerikanischer Geschichte erwarb er im Jahre 1969. Der Sezessionskrieg fasziniert ihn bis heute. Hayden ist ein Absolvent des Reserve-Officer-Training-Corps-Programms. Ab 1969 diente Hayden regulär in der US Air Force und wurde 1970 zum First Lieutenant befördert.
Hayden diente als Kommandeur der Air Force Intelligence, Surveillance and Reconnaissance Agency und als Leiter des Joint Command and Control Warfare Center, beide mit ihrem Hauptquartier in der Lackland Air Force Base. Er diente ebenfalls in höheren Verwaltungspositionen im Verteidigungsministerium der Vereinigten Staaten und im Hauptquartier des US European Command in Stuttgart. Ferner war er im Nationalen Sicherheitsrat in Washington, D.C. sowie in der US-Botschaft in Bulgarien eingesetzt und war stellvertretender Stabschef der Vereinten Nationen und der United States Forces Korea. Hayden arbeitete auch in der Aufklärung in Guam.
Von 1999 bis 2005 war Lieutenant General Hayden Direktor der National Security Agency (NSA) und in Personalunion Direktor des CSS, des Verbindungsdienstes der NSA zu den Streitkräften der USA. Im April 2005 wurde Hayden zum 4-Sterne-General befördert und im Mai zum Ersten Stellvertreter des neu geschaffenen Director of National Intelligence ernannt. Als NSA-Direktor war Hayden für den massiven Lauschangriff auf die Bevölkerung verantwortlich.
Nach dem vom Weißen Haus nahegelegten und vollzogenen Rücktritt von Porter Goss am 6. Mai 2006 nominierte Präsident George W. Bush General Hayden am 8. Mai 2006 als neuen Direktor der CIA. Die Bestätigung durch den Senat erfolgte am 26. Mai 2006, die Vereidigung im Amt am 30. Mai 2006. Am 20. Juni 2008 (mit Wirkung zum 1. Juli) trat Hayden in den militärischen Ruhestand; als Zivilist stand er der CIA jedoch bis 2009 weiter als Direktor vor.

## Nach der Pensionierung
Hayden betonte, nie selber Folter angeordnet zu haben; er beharrte aber darauf, die sogenannten „verschärften Verhörtechniken“ (siehe z. B. Waterboarding) hätten wertvolle Erkenntnisse erbracht.
Im Juli 2013 (zuvor war durch Edward Snowden bekannt geworden, in welchem Umfang die National Security Agency das Internet abhören und Telefondaten speichern) äußerte Hayden in einem Interview mit dem ZDF, kurz nach den Anschlägen vom 11. September 2001 sei vereinbart worden, dass Geheimdienste aus den USA und Europa in einem Informations-Pool eng zusammenarbeiten. Über das Erstaunen vieler deutscher Politiker könne er nur den Kopf schütteln.
In einem Interview mit dem Magazin Der Spiegel im Jahre 2014 äußerte Hayden, dass die westlichen Geheimdienste die transparentesten seien und östliche Spionage in der aktuellen Debatte aus dem Blickfeld der Öffentlichkeit geraten sei. In einer Podiumsdiskussion der Johns Hopkins University erklärte Hayden im April 2014 zur Bedeutung von Metadaten: „Wir töten auf der Basis von Metadaten“.
Hayden ist verheiratet und hat mit seiner Frau Jeanine drei Kinder.
Im November 2018 erlitt er einen Schlaganfall.

## Auszeichnungen
Auswahl der Dekorationen, sortiert in Anlehnung der Order of Precedence of Military Awards:
- Defense Distinguished Service Medal
- Defense Superior Service Medal
- Legion of Merit
- Bronze Star
- Meritorious Service Medal
- Air Force Commendation Medal
- Air Force Achievement Medal
- National Defense Service Medal
- Armed Forces Service Medal
- Offizier des Ordens von Australien
- Großes Verdienstkreuz des Verdienstordens der Bundesrepublik Deutschland
- 2004: Kommandeur mit Stern des norwegischen Verdienstordens